# 鳞斑食果伞鸟
，是雀形目伞鸟科的一种鸟类，属于单型的鳞斑食果伞鸟属（学名：Ampelioides）。
鳞斑食果伞鸟体重约78.4克，翼长约10.05厘米，喙宽度约7.1毫米，喙厚度约6.2毫米，嘴峰长约22.6毫米，跗蹠长约20.8毫米，尾长约65.5毫米。
鳞斑食果伞鸟是留鸟，栖息在森林，它们是杂食性动物，主要以植物的果实为食。它们分布在哥伦比亚和委内瑞拉西部到玻利维亚西部。